# 縁日

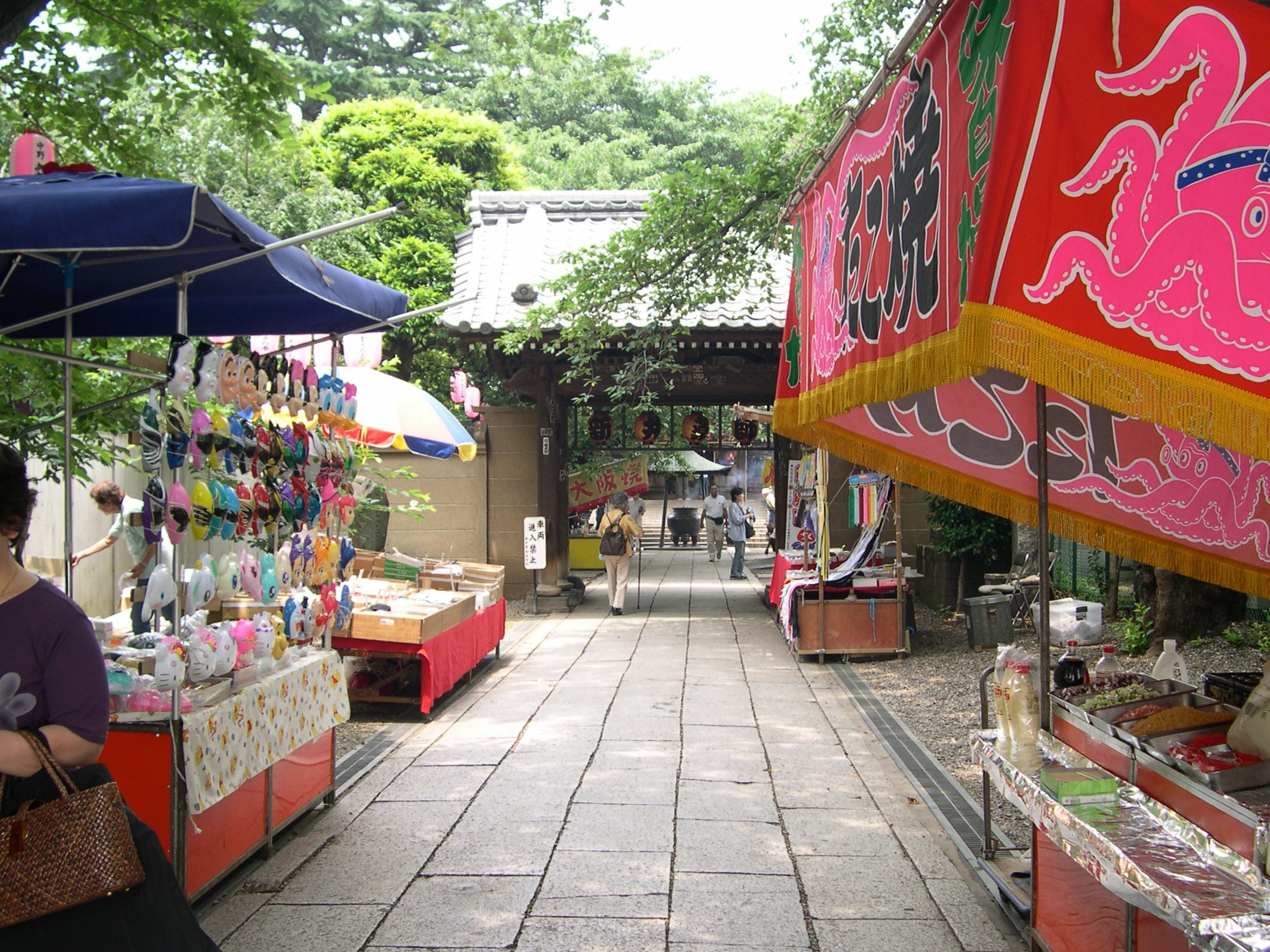
新井薬師の縁日（東京都中野区）

縁日（えんにち）とは、神仏の降誕、降臨、示現、誓願などの縁（ゆかり）のある日、すなわち有縁（うえん）の日のことである。

## 概要
縁日には祭祀や供養が行われ、この日に参詣すると普段以上の御利益があると信じられた。特に、年の最初（または月の最初）の縁日を初（はつ）○○（初天神、初観音、初不動など。干支を縁日とする場合は初午、初巳など）と称し、年の最後の縁日を納め（おさめ）の○○または終い（しまい）○○と称される。
近代以降では祭りが催され、露店などが多く出る。明治期には縁日欄が新聞に掲載された。

## 主な縁日
- 元三大師 - 1月3日
- 宝生如来 - 毎月3日
- 阿閦如来 - 毎月4日
- 弥勒菩薩 - 毎月5日
- 水天宮 - 毎月5日(25日以外の5の付く日とする所もある)
- 薬師如来 - 毎月8日(12日とする所もある[4])
- 金毘羅 - 毎月10日
- 虚空蔵菩薩 - 毎月13日
- 日蓮聖人 - 毎月13日
- 普賢菩薩 - 毎月14日
- 阿弥陀如来 - 毎月15日
- 閻魔 - 毎月16日
- 歓喜天(聖天) - 毎月16日
- 千手観音菩薩 - 毎月17日
- 観世音菩薩 - 毎月18日
- 七面天女 - 毎月18日[5],19日[6]
- 馬頭観音菩薩 - 毎月19日
- 十一面観音菩薩 - 毎月20日
- 准提観音菩薩 - 毎月21日
- 弘法大師 - 毎月21日
- 如意輪観音菩薩 - 毎月22日
- 不空羂索観音菩薩 - 毎月23日
- 勢至菩薩 - 毎月23日
- 八幡神 - 毎月23日
- 地蔵菩薩 - 毎月24日
- 愛宕権現 - 毎月24日
- 文殊菩薩 - 毎月25日
- 天神 - 毎月25日（天神祭）
- 法然上人 - 毎月25日
- 愛染明王 - 毎月26日
- 不動明王 - 毎月28日
- 大日如来 - 毎月28日
- 釈迦如来 - 30日
- 妙見菩薩 - 毎月1日,15日
- 鬼子母神 - 毎月8の付く日
- 稲荷神 - 午の日
- 摩利支天 - 亥の日
- 毘沙門天 - 1月,5月,9月の最初の寅の日
- 大黒天 - 甲子の日
- 弁才天（弁財天） - 己巳の日
- 帝釈天・青面金剛 - 庚申の日
- 延命子育地蔵尊 (荒川区)- 毎月2の付く日(毎月2日,12日,22日)

## 縁日の屋台
盆踊りと同様に、縁日には伝統的に屋台が出店される場合が多いが、冬季（4月-10月頃を除く時期）の縁日には出店しない場合もある。

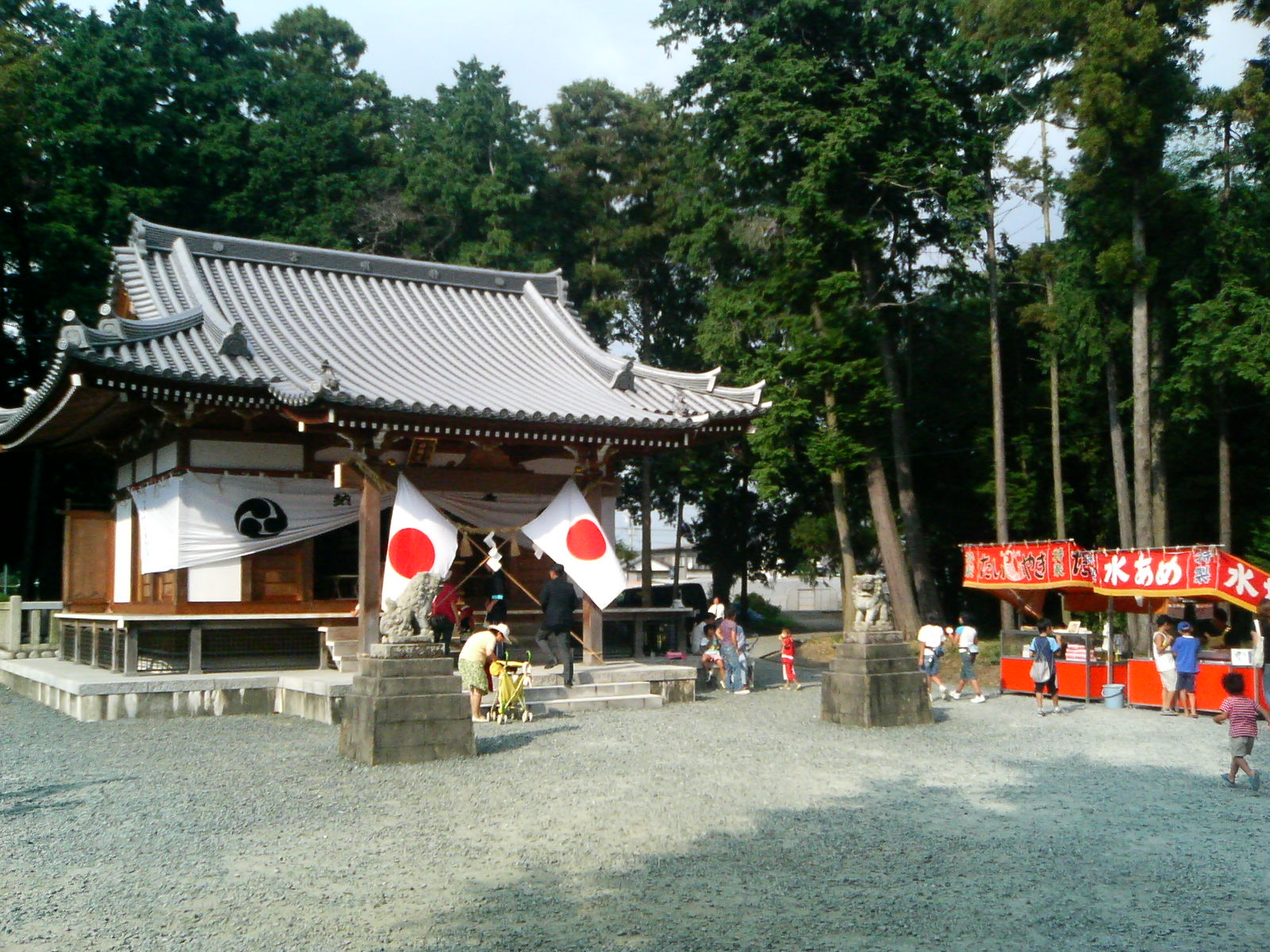
神社に出店する屋台（画面右）

縁日の屋台で扱われる商品やサービスを列挙すると次のようなものがある。
- 飲食物
  - 焼き鳥・やきとん・串焼き
  - 焼きとうもろこし
  - お好み焼き
  - 焼きそば
  - 今川焼
  - たい焼き
  - たこ焼き・明石焼き
  - 大阪焼き（○○焼き・リング焼き）
  - イカ焼き・ポンポン焼き
  - おでん
  - 豚汁
  - もつ煮
  - キャベツ焼き
  - フランクフルト
  - アメリカンドッグ（フレンチドッグ）
  - フライドポテト
  - 唐揚げ
  - ケバブ
  - ポップコーン
  - 綿菓子 - 中双糖を高温で熱し、綿状にした菓子。
  - りんご飴・いちご飴 - リンゴやイチゴに飴をコーティングした菓子。
  - あんず飴 - 果物に水飴をからめた菓子。
  - 飴細工 - 製作の実演販売を含み、それ自体が見世物となっていた。
  - べっこう飴 - 2000年代にはあまり見られなくなっている。
  - ハッカパイプ - ソフトビニール製の容器に薄荷糖を入れて吸う菓子（煙草ではない）。
  - ベビーカステラ - おもに小麦粉からなる生地を球状に焼いた菓子。東京ケーキ、チンチン焼、ピンス焼の名で売られることもある。
  - クレープ
  - ワッフル
  - ソースせんべい - 薄い煎餅とソースや梅ジャムなどのタレのセット。くじで当選した枚数の煎餅がもらえる場合もある。
  - チョコバナナ - 皮を剥いた丸ごとのバナナをチョコレートでコーティングした菓子。
  - 団子
  - 餡餅
  - 冷菓 - かき氷（フラッペ）やソフトクリーム、アイスクリーム、アイスキャンディー。
  - 飲料 - ラムネをはじめとする清涼飲料水のほか、日本酒やビール、甘酒などが販売される。
- 遊戯
  - 縁日すくい
    - 金魚すくい - 破れ易いポイで金魚を掬う遊び。すくった金魚は通常持ち帰ることができる。
    - スーパーボールすくい
    - ヨーヨー釣り - カラフルな模様の水風船をかぎ針で吊り上げる遊び。

  - 射的 - 遊戯銃でコルク弾を打ち出し、倒した景品をもらえる遊び。
  - スマートボール - 横になったパチンコ台でボールを穴に入れる遊び。
  - カタヌキ - 小麦粉、澱粉、砂糖などで作って色づけされた板の絵柄を爪楊枝や針などで削る遊び。
  - 水中コイン落とし
- その他
  - お面 - プラスチック製のアニメやゲーム、特撮などの人気キャラクターのものなどを販売する。
  - ひよこ - 養鶏場で商品価値の低い雄のひよこの処分手段として売られているケースがほとんどである。スプレーで着色したものを「カラーひよこ」と称して売ったり、稀にウズラの子（シマドリとも）などを売るものもあった。2000年代はあまり見られなくなっている[7]。
  - くじ - 景品と同じ番号を引くと景品がもらえる箱くじ（スピードクジ）や景品を括った紐の束から紐を一本引く千本引などがある。